# میگل بریتوس
میگل بریتوس (انگلیسی: Miguel Britos؛ زادهٔ ۱۷ ژوئیهٔ ۱۹۸۵) یک بازیکن فوتبال اهل اروگوئه است.
از باشگاه‌هایی که در آن بازی کرده‌است می‌توان به ناپولی اشاره کرد.